# تشيسبيريتو (كوميديا الموقف)

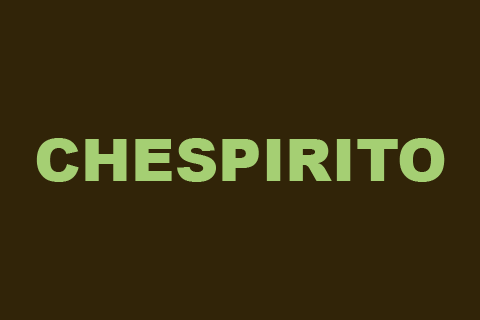
شعار المسلسل في عام 1990.

شيسبيريتو (الأسبانية:Chespirito) كانت مسلسل كوميدي ، يتضمن العديد من الرسومات لبعض الشخصيات التي أنشأها روبرتو غوميز بولانيوس ، والتي سيؤدي الكثير منها إلى سلسلة مثل إل شافو ديل أوتشو و الجندب الأحمر.
تم بث السلسلة على ثلاث مراحل مختلفة، كان لدي فيها ثلاثة أسماء، وهي:
- سوبر عبقرية من طاولة مربعة (الأسبانية:Los supergenios de la mesa cuadrada)، صدر بين عامي 1968 و 1971.خلال آخر عمليات البث، تم استدعائه باسم بديل شيسبيريتو والطاولة المربعة (الأسبانية:Chespirito y la mesa cuadrada).[2]
- شيسبيريتو (الأسبانية:Chespirito) تم بثه بين عامي 1971 و 1973. كانت بعض الرسومات لهذا البرنامج منذ ذلك العام عبارة عن برامج جديدة، والتي كانت إل شافو ديل أوتشو و الجندب الأحمر.[3]
- شيسبيريتو (الأسبانية:Chespirito) تم بثه بين عامي 1980 و 1995 ، كونه أطول فترة في السلسلة. أصبحت إل شافو ديل أوتشو و الجندب الأحمر سلسلة من الرسومات مرة أخرى، إلى جانب آخرين من سلسلة 1971 الأصلية.[3]

## قائمة مشهد قصير
- إل شافو ديل أوتشو (الأسبانية:El Chavo del Ocho) شركة ديل شافو أوتشو هو المسرحية الهزلية التي تتعامل مع تجارب العديد من الجيران في حي مكسيكي. بطل الرواية، شافو، هو طفل يتيم يصادف عادة مع السكان الآخرين، بما في ذلك دون رامون، دونا كلوتيلد ودونا فلوريندا، بسبب سوء التفاهم أو الانحرافات أو الأذى. هناك يعيش أيضًا مع أصدقائه فيديريكو وشيليندرينا.غالبًا ما يوجد في برميل خشبي يقع في فناء الحي الذي يعيش فيه.
- الجندب الأحمر، المعروف أيضًا باسم تشابولين كولورادو (الأسبانية:El Chapulin Colorado)الجندب الأحمر عبارة عن سلسلة تحاكي المسلسلات الأمريكية الخارقة، مثل سوبرمان أو باتمان ، وتتميز ببطل خارق مختلف تمامًا، يتميز بأنه أخرق، جاهل ومشتت، ولكنه يتمتع بقلب طيب للغاية، ومستعد دائمًا للمساعدة.[4] هذا الأبطال الخارقون أنفسهم لا يملكون قوى عظمى، مثل القدرة على الطيران، أو قوة عظمى، ولا هو شخص بلا خوف، لأنه خائف، ومع ذلك، فهو قادر على وضع استراتيجيات لكسب منافسيه الشر وحماية من يحتاج إليها، لكن في بعض الأحيان لا تنجح استراتيجياته، مما يسبب في بعض الأحيان المزيد من الكوارث، على الرغم من أن كل شيء ناجم عن حماقته[5]
- الدكتور شى باطين (الأسبانية:.El Doctor Chapatin) طبيب، في سن متقدمة، مجنون قليلاً وذو ذاكرة سيئة. ويستند مزاجه على السخرية. كان يحمل دومًا كرة ورقية معه، والتي يقول إنها تحتوي على ضغائن وغيرة وعيوب، حتى لا يفلتوا أبدًا وبالتالي لن يفرجوا عنهم للإساءة إلى الناس. يكره أن يتم تذكيره بعمره، أو أن يتم إخباره بأنه كبير السن، مما سيجعله يضرب كل من يضايقه بحقيبة الورق.[6]
- إن لوس شيفلاديطوس (الأسبانية:.Los Chifladitos، والتي هي في المكسيك كلمة تدعو بشغف إلى شخص مجنون أو يعاني من نقص عقلي) عبارة عن مخطط يتعامل مع صديقين، صديق صغير يسمى شى بارون بونابرت (الأسبانية:.Chaparrón Bonaparte) وأطول يسمى لوكاس تانييدا (الأسبانية:.Lucas Tañeda). كلاهما مجنون بشكل واضح، وعلى الرغم من أن الجميع يعلقون، فإنهم يتجاهلونها كما لو كانت كذبة، لكن مواقفهم المضحكة تظهر قدراتهم تتكشف قصصهم دائمًا في منزل يعيش فيهما.[6][7]
- لوس كاكيطوس (الأسبانية:.Los Caquitos، وهي في المكسيك كلمة عامية تعني لص أو لص، لص أو لص، شخص يسرق بمهارة.)، خلال سنواته الأولى، أظهر مغامرات اثنين من اللصوص، أحدهما صغير يدعى شونبيراس (الأسبانية:.Chómpiras) والآخر طويل القامة يدعى بيتيريتيت (الأسبانية:.Peterete) ، والذي تم وصفه بأنه لصوص، على الرغم من أنهما كانا يتمتعان بقلب طيب، حيث اعتادوا عدة مرات على التوبة أو الاعتذار عن أفعال . في كثير من الأحيان تم تدمير خططه بسبب الإحراج الذي حدث عام شونبيراس، والذي تسبب في بيتيريتيت بتمشيطه وصفعه. بيتيريتيت يستخدم أيضا لتقليد الشخصية الشعبية النمر الوردي، وخاصة في الطريقة التي يمشي بها.[8] كان لهذا المخطط بعض التعديلات منذ عام 1980. أولاً، لا يظهر بيتيريتيت بجوار شونبيراس، ويتم استبداله في القصة بشخصية أخرى تدعى بوتيخا (الأسبانية:.Botija)، رجل بدين، يعيش معه أحداث مشابهة لتلك الموجودة في المخطط الآخر.[9] في وقت لاحق، قرر هذا الثنائي من اللصوص أن يتركوا حياتهم الإجرامية وراءهم ويقرروا أن يعيشوا حياة طبيعية.هنا نلتقي بشخصيات أخرى، مثل شيمولترفيا(الأسبانية:.Chimoltrufia) ، زوجة بوتيخا، وهي سيدة لديها شعر مكنسة، لديها طريقة غير مباشرة للغاية للتعبير عن نفسها، وإحساس قوي بالعدالة، وصوت غنائي مضحك إلى حد ما. يهرع أيضا إلى اللجوء إلى العنف الجسدي ضد الآخرين عندما يشعر بالتهديد.[6][10]

## ألقى

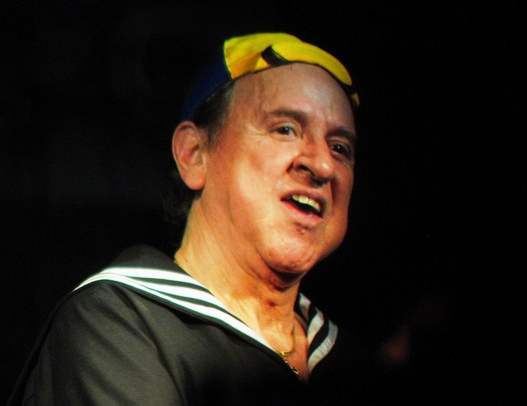
كارلوس فياغران كما فيديريكو. تظهر هذه الشخصية في المخطط إل شافو ديل أوتشو ، الذي سيولد منه المسلسل فيما بعد.

اعتادت البرامج التي أنشأها روبرتو غوميز بولانيوس أن يكون لها ممثلون مشتركون، يتفاعلون مع الأدوار الدرامية في المسلسل، والتي كان الكثير منها طوال عملية تطوير السلسلة، وهجرها آخرون. هذه الجهات الفاعلة هي:
- روبرتو غوميز بولانوس.
- رامون فالديس.
- كارلوس فياغران.
- ماريا أنتونييتا دي لاس نيفيس.
- فلوريندا ميزا.
- روبين أغيري.
- ماريا دي لوس انجليس فرنانديز.
- إدغار فيفار.
- ريكاردو دي باسكوال.
- أنابيل جوتيريز.
- مويس سواريز.
- كارلوس بوليوت.
- بولينا غوميز فرنانديز.
- روبرتو جوميز فرنانديز.

## سلسلة نقل الدولية
يتم بث هذه السلسلة حاليًا في البلدان التالية:
| بلد       | قناة             | مراجع  |
| --------- | ---------------- | ------ |
| المكسيك   | Distrito Comedia | [ 11 ] |
| الأرجنتين | El Nueve         | [ 12 ] |
| بوليفيا   | Bolivisión       | [ 13 ] |
| تشيلي     | طلكانال          | [ 14 ] |

## روابط خارجية
- تشيسبيريتو على موقع IMDb (الإنجليزية)
- تشيسبيريتو على موقع الموسوعة البريطانية (الإنجليزية)